# Майстренко Іван Васильович
Майстре́нко Іва́н Васи́льович (16 (28) серпня 1899, містечко Опішня, нині селище  Зіньківського району Полтавської області — 18 листопада 1984, Мюнхен) — український громадсько-політичний діяч, публіцист, науковець, ректор УТГІ.

## Життєпис
Майстренко був учасником революції 1917—1921 років і членом почергово трьох український компартій — УКП («боротьбистів»), КП(б)У, УКП («укапістів») і знову КП(б)У.
1936 року репресований радянським режимом. 1942 року — директор капели бандуристів імені Тараса Шевченка в окупованому німцями Києві, згодом разом з капелою був відправлений до Німеччини. Там після завершення війни став одним із засновників Української Революційно-демократичної Партії (УРДП), але був усунутий з її керівництва через свої лівосоціалістичні погляди (він не ототожнював соціалізм зі сталінізмом, виступаючи за демократичний соціалізм).
З 1949 року ліва УРДП почала видавати у Мюнхені свою щомісячну газету, що дала назву всій групі, — «Вперед». Майстренко став редактором видання. Ще до того, як почати працювати над «Вперед», вийшла друком його книга «Більшовицький бонапартизм» (1948). В ній він піддав аналізі СРСР і прийшов до висновку, що у СРСР побудований не соціалізм, а нове класове експлуататорське суспільство — «державний капіталізм». Тільки правлячим класом при цьому є не буржуазія (як при «нормальному» капіталізмі), а партійно-господарська бюрократія. На цю тему він (під псевдонімами А. Бабенко, Ів. М-ко та іншими) писав статті й у «Вперед». Соціалістична перебудова в Україні та СРСР, на думку Майстренка, мала б розпочатися з повалення сформованого в СРСР режиму і введення ринкових відносин в обмеженому вигляді.
Після «Вперед» (газета закрилась 1960 року) Майстренко видав кілька книжок з історії революційного руху та економіки України. Пізніше працював в Українському технічно-господарському інститут (м. Регенсбург, Федеративна Республіка Німеччина).
Мав сина Левка, який певний час був вояком Української повстанської армії, а в еміграції — членом УРДП.

## Твори

### Книги
- Більшовицький бонапартизм (Bolshevist Bonapartism). — Женева, 1948.
- Боротьбизм. Глава в історії українського комунізму (Borotbism: A Chapter in the History of Ukrainian Communism). — Нью-Йорк, 1954.
- Кризові процеси в совєтській економіці. — 1955.
- Аграрна політика більшовиків за п'ятдесят років революції. — Мюнхен, 1967.
- Національна політика КПРС в її історичному розвитку (Национальная политика КПСС в её историческом развитии). — Мюнхен, 1978.
- Історія Комуністичної партії України. — Мюнхен, 1979.
- Історія мого покоління. Спогади учасника революційних подій в Україні. — Едмонтон, 1985.

### Статті
- Большевицький бонапартизм (1946) [Архівовано 14 липня 2020 у Wayback Machine.]
- Націоналізм поневоленої нації (1949) [Архівовано 21 лютого 2012 у Wayback Machine.]
- Політична програма УПА і нова українська людина (1949) [Архівовано 2 грудня 2011 у Wayback Machine.]
- Українська національна революція і націоналістична реакція (1950) [Архівовано 29 січня 2012 у Wayback Machine.]
- Ринок і безвласницьке суспільство (1952) [Архівовано 8 січня 2012 у Wayback Machine.]
- Як мало б виглядати нове суспільство (відповідь Вс. Феліксу) (1952) [Архівовано 7 січня 2012 у Wayback Machine.]
- Теоретик націонал-комунізм — Василь Шахрай (1958) [Архівовано 3 грудня 2013 у Wayback Machine.]
- Чи спроможна совєтська бюрократія навчитися у китайців? (1956) [Архівовано 2 грудня 2013 у Wayback Machine.]
- Енциклопедист антисталіністської революції Мао-Цзе-Дун (1957) [Архівовано 19 грудня 2013 у Wayback Machine.]
- Укрупнення колгоспів і комун в Китаї (1958) [Архівовано 25 листопада 2013 у Wayback Machine.]
- Про ідеологічні розходження між СРСР і Китаєм (1961) [Архівовано 3 грудня 2013 у Wayback Machine.]
- Про книгу «До хвилі» та її авторів (1967) [Архівовано 3 грудня 2013 у Wayback Machine.]
- Завваги до статті Гіллеля Г.Тіктина (1977) [Архівовано 3 грудня 2013 у Wayback Machine.]
- Спробуймо заглянути в завтрашній день (1983) [Архівовано 3 грудня 2013 у Wayback Machine.]